# Kampong Rou
Kampong Rou là một huyện thuộc tỉnh Svay Rieng, phía nam Campuchia. Huyện được chia thành 12 khum và 87 phum. Theo thống kê năm 1998, dân số toàn huyện là 61,496.
- xã Banteay Krang: Pou Krouch, Kaev Cheah, Pra Chantrea, Banteay Krang, Thum
- xã Nhor: Rou, Trapeang Chhlounh, Trapeang Trav, Nhor, Prey Trom, Svay anat
- xã Ksetr: Pou, Khsetr, Kandal, Traok, Prey Ta Nhay, Prey Sangkae, Thmei, Srama, Trapeang Kampis, Prey Char, Trapeang Chhuk, Trapeang Smach, Prey Chamnar, Ruessei Am
- xã Preah Ponlea: Tradaet, Preah Ponlea, Traok, Ou Doun am, Trapeang Leach, Trapeang Run, Angk Kduoch, Pring Chrum
- xã Prey Thum: Prey Thum, Kakruos, Ta Koeng, Preah Bak ka, Prey Sakum
- xã Reach Montir: Trapeang Thna, Daek Phleung, Ruessei Daoch, Phnum Srov
- xã Samlei: Svay, Prey Mnoas, Samlei Khang Tboung, Samlei Khang Cheung, Ta Pao, Svay Chek, Prey Phniet, Prey Ph'av
- xã Samyaong: Ruessei Lieb, Svay Kantrae, Samyaong
- xã Svay Ta Yean: Prey Stieng, Trapeang Trach, Sek Chrum, Ream Chou, Prey Praeus, Prey Thlok, Bos, Pou Thmei, Daeum Pou, Svay Ta Yean
- xã Svay Toea: Ta Chou, Ta Nar, Khousang, Teahean Kraom, Teahean Leu, Sameakki, Svay Toea
- xã Thmei: Prey Voa, Ou, Kaoh Trach, Thmei, Veal M'am, Chob Pring
- xã Tnaot: Khang Kaeut Voat, Khang Lech Voat, Bon, Pou, Thlok Thmei, Thum, Prey Roboes, Kbal Thnal, Pou M'am, Kandal, Traok